# Princípio da não-agressão
O princípio da não-agressão (PNA), é um axioma ético libertário que afirma que "agressão" é algo inerentemente ilegítimo. O termo "agressão" é definido como a iniciação de força física, ameaça ou fraude contra um individuo ou sua propriedade. Em discordância com o pacifismo, o princípio da não-agressão não exclui a autodefesa violenta. O princípio é uma postura ética deontológica e foi descrito por Murray Rothbard em sua obra A Ética da Liberdade. Não há uma definição única ou universal do PNA.
No livro A virtude do egoísmo, de 1961, a filósofa e romancista Ayn Rand escreve: “A pré-condição de uma sociedade civilizada é a restrição da força física nas relações sociais. […] Numa sociedade civilizada, a força pode ser usada apenas em retaliação e somente contra aqueles que iniciam a sua utilização.”

## Justificativas
O princípio foi derivado por várias abordagens filosóficas, incluindo:
- Ética argumentativa: alguns pensadores libertários modernos de direita fundamentam o princípio da não-agressão apelando aos pressupostos praxeológicos necessários de qualquer discurso ético, um argumento iniciado pelo filosofo anarcocapitalista Hans Hermann Hoppe. Afirmam que o ato de argumentar pela iniciação da agressão, conforme definido pelo princípio da não-agressão, se trata de uma contradição performativa.
- Consequencialismo: alguns defensores baseiam o princípio da não-agressão no utilitarismo das regras ou no egoísmo das regras. Essas abordagens sustentam que, embora as violações do princípio da não agressão não possam ser objetivamente imorais, a adesão a ele quase sempre leva aos melhores resultados possíveis e, portanto, deve ser aceita como uma regra moral. Esses estudiosos incluem David D. Friedman, Ludwig von Mises e Friedrich Hayek .[5]
- Objetivismo: Ayn Rand rejeitou teorias de direitos naturais ou inatos, bem como reivindicações sobrenaturais e, em vez disso, propôs uma filosofia baseada na "realidade objetiva", juntamente com uma ética correspondente baseada nos "requisitos factuais" da vida humana em um contexto social.[6] Ela ressaltou que o princípio político da não-agressão não é primário e que só tem validade como consequência de uma filosofia mais fundamental. Por isso, muitas de suas conclusões diferem de outros que consideram o PNA como um axioma ou chegaram a ele de forma diferente. Ela propôs que o homem sobrevive identificando e usando conceitos em sua mente racional, pois "nenhuma sensação, percepção, impulso ou instinto pode fazê-lo; apenas uma mente pode". Ela escreveu: "uma vez que a razão é o meio básico de sobrevivência do homem, o que é próprio da vida de um ser racional é o bem; o que nega, se opõe ou destrói [isto é, iniciação da força ou fraude] é o mal".[7]
- Preclusão: Stephan Kinsella acredita que o conceito legal de preclusão implica e justifica o princípio da não-agressão.[8]

## Problemas de Definição

### Estado
Alguns libertários justificam a existência de um Estado mínimo alegando que o anarcocapitalismo implica que o princípio da não-agressão é opcional porque a aplicação das leis é aberta à concorrência. 
Os anarcocapitalistas geralmente respondem a esse argumento de que esse resultado presumido do que eles chamam de "competição coercitiva" (por exemplo, de Empresas Militares Privadas ou uma Agencia de Defesa Privada que impõem a lei local) não é provável, devido ao custo muito alto, em vidas e economicamente, de uma guerra. Eles afirmam que a guerra drena os envolvidos e deixa as partes não-combatentes como as mais poderosas, econômica e militarmente, prontas para assumir o controle.   Portanto, os anarcocapitalistas afirmam que, na prática, e em sociedades mais avançadas com grandes instituições que têm a responsabilidade de proteger seus interesses, as disputas são mais propensas a serem resolvidas pacificamente.. Os anarcocapitalistas também apontam que um monopólio estatal da aplicação da lei não necessariamente torna o PNA presente em toda a sociedade, pois a corrupção e o corporativismo, assim como o clientelismo de grupos de lobby nas democracias, favorecem apenas certas pessoas ou organizações. Os anarcocapitalistas alinhados com a filosofia rothbardiana geralmente afirmam que o Estado viola o princípio da não-agressão por sua própria natureza porque, argumenta-se, os governos necessariamente usam a força contra aqueles que não roubaram propriedade privada ou vandalizaram-na, agrediram alguém ou cometeram uma fraude.  

## Objeções
Um dos críticos do PNA é o Professor de Filosofia e Libertário Bleeding-Heart Matt Zwolinski, do qual o mesmo possui uma abordagem mais utilitarista. Para ele, o PNA é antiético por ser contra pequenas agressões que produziriam melhores resultados do outras ações. Interessante notar que Zwolinski baseia-se numa ética utilitarista para argumentar contra o PNA. Para ele, uma taxação pequena aos bilionários seria justificável se com isso crianças fossem vacinadas e salvas. Para os defensores do PNA, porém, a tentativa da justificativa utilitarista para legitimar a apropriação de bens à força (ie, impostos) falha pois viola a liberdade individual e seu direito à propriedade.
Outro crítico é o economista David Friedman que, em seu livro As Engrenagens da Liberdade, assim resumiu o problema:
 A fim de definir coerção, precisamos de um conceito de propriedade, como expliquei no começo deste livro, uma maneira de definir o que é meu e o que é seu. A solução libertarista mais comum inclui direitos de propriedade na terra. Eu tenho o absoluto direito de fazer o que eu quero em minhas terras, desde que não interfira com seu mesmo direito sobre suas terras. Mas o que conta como interferência? Se eu acender a luz de um laser de mil megawatts na frente de sua porta eu estou certamente violando seus direitos de propriedade, assim como seu usasse uma metralhadora. Mas e se eu reduzir a intensidade do raio, por exemplo, até a claridade de uma lanterna? Se você tem o absoluto direito de controlar sua terra, a luz do laser não deveria importar. Ninguém tem o direito de usar a propriedade sem sua permissão, então cabe a você decidir se aceitará ou não alguma invasão específica— David Friedman  As Engrenagens da Liberdade, p. 131.

## Formulações e antecedentes históricos
| Ano             | Autor               | Formulação |
| --------------- | ------------------- | --- |
| 300' a.C.       | Epícuro             | "A justiça natural é um símbolo ou expressão de utilidade, para evitar que uma pessoa prejudique ou seja prejudicada por outra". |
| 900' - 1100'    | Averróis & outros   | Teólogos e filósofos islâmicos escreveram sobre a consciência racional do conhecimento do homem a possuir o direito à vida e à propriedade. |
| início de 1200' | ibne Tufail         | O filósofo islâmico discutiu a história de vida de um bebé que vive sozinho sem conhecimento prévio e que descobriu a lei natural, e os direitos naturais, que obrigaram o homem a não coagir contra a vida ou propriedade de outrem. Tufayl influenciou a noção de Locke de Tabula Rasa |
| 1689            | John Locke          | No Segundo Tratado sobre Governo escreveu "Sendo todos iguais e independentes, ninguém deve prejudicar os outros na sua vida, saúde, liberdade, ou posses". |
| 1682            | Samuel Pufendorf    | Em On the Duty of Man and Citizen escreveu "Entre os deveres absolutos, ou seja, de qualquer pessoa para qualquer pessoa, o primeiro lugar pertence a este: não deixar que ninguém prejudique o outro. Pois este é o mais amplo de todos os deveres, abrangendo todos os homens como tal" |
| 1722            | William Wollaston   | Em The Religion of Nature Delineated, formulou "Nenhum homem pode ter o direito de começar a interromper a felicidade de outro". Esta formulação enfatizava "começar" a distinguir os distúrbios agressivos daqueles em autodefesa ("...no entanto cada homem tem o direito de se defender e de se defender da violência, de recuperar o que lhe é tirado à força, e mesmo de fazer represálias, por todos os meios que a verdade e a prudência permitem")                                               |
| 1790            | Mary Wollstonecraft | Em Vindicação dos Direitos dos Homens, "O direito de nascimento do homem ... é um tal grau de liberdade, civil e religiosa, que é compatível com a liberdade de cada outro indivíduo com o qual está unido num pacto social, e a existência continuada desse pacto". |
| 1816            | Thomas Jefferson    | "A liberdade legítima é uma acção desobstruída de acordo com a nossa vontade, dentro dos limites traçados à nossa volta pela igualdade de direitos dos outros. Não acrescento "dentro dos limites da lei", porque a lei é muitas vezes apenas a vontade do tirano, e sempre que viola os direitos do indivíduo" e "Nenhum homem tem o direito natural de cometer agressão sobre os direitos iguais de outrem, e tudo isto é de que as leis o devem conter". (Thomas Jefferson para Francis Gilmer, 1816) |
| 1851            | Herbert Spencer     | A lei da igualdade de liberdade: "Cada homem é livre de fazer o que quiser, desde que não infrinja a liberdade igual de qualquer outro homem". |
| 1859            | John Stuart Mill    | O princípio do dano alheio, afirma que "o único objectivo para o qual o poder pode ser legitimamente exercido sobre qualquer membro de uma comunidade civilizada, contra a sua vontade, é evitar danos aos outros". |
| 1961            | Ayn Rand            | Num ensaio intitulado "Direitos do Homem" no livro "A Virtude do Egoísmo", formulou: "A condição prévia de uma sociedade civilizada é a exclusão da força física das relações sociais. ... Numa sociedade civilizada, a força só pode ser usada como retaliação e apenas contra aqueles que a iniciam" Note-se que ela estipulou o contexto - sociedade civilizada. |
| 1963            | Murray Rothbard     | "Ninguém pode ameaçar ou cometer violência ('agressão') contra a pessoa ou propriedade de outro homem. A violência só pode ser empregada contra o homem que comete tal violência; ou seja, só defensivamente contra a violência agressiva de outrem. Em suma, nenhuma violência pode ser empregada contra um não agressor. Esta é a regra fundamental da qual se pode deduzir todo o corpus da teoria libertária". Citado de "Guerra, Paz, e Estado" (1963).                                             |
| 2002            | L. Neil Smith       | O escritor de ficção científica e ativista libertario afirma em Down With Power: Libertarian Policy in a Time of Crisis: "Ninguém tem o direito, em circunstância alguma, de iniciar a força contra outro ser humano, nem de delegar a sua iniciação". Isto é considerado uma formulação imprecisa, uma vez que ignora explicitamente o contexto. |
| 2003            | Walter Block        | "É legal que qualquer pessoa faça o que quiser, desde que não inicie (ou ameace) violência contra a pessoa ou propriedade legítima de outra". |